# Uta Bresan

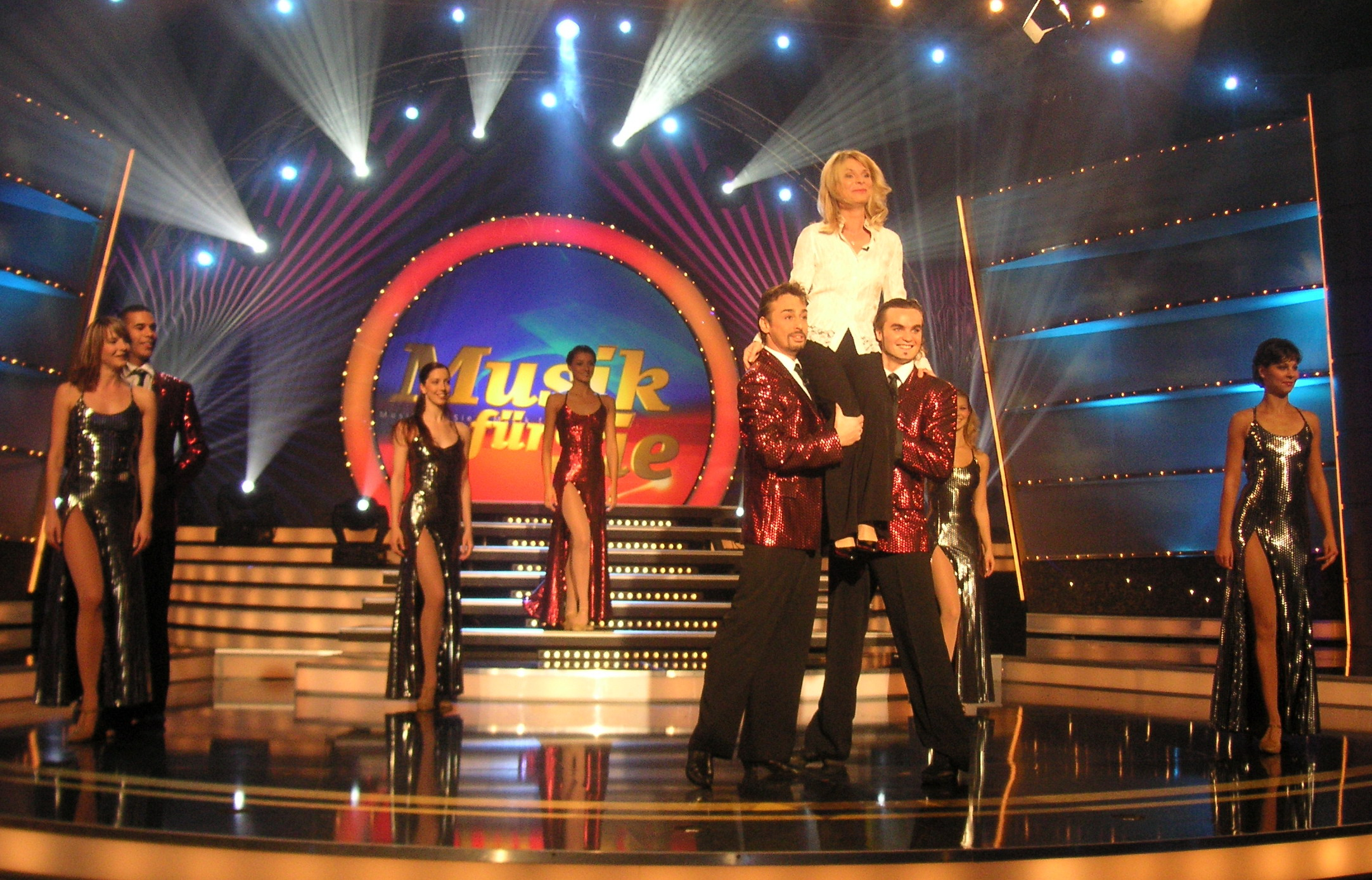
Uta Bresan und das Deutsche Fernsehballett bei Showproben für Musik für Sie in Dessau (2007)

Uta Bresan (* 9. März 1965 in Dresden) ist eine deutsche Schlagersängerin und Moderatorin.

## Biografie
Bresan wurde während ihrer Schulzeit an der Musikschule Paul Büttner in Dresden vier Jahre lang in klassischem Gesang ausgebildet. Nachdem sie ihr Abitur bestanden hatte, studierte sie von 1984 bis 1988 an der Musikhochschule Carl Maria von Weber Tanz- und Unterhaltungsmusik und schloss mit Staatsexamen ab.
Ihre ersten Fernsehauftritte hatte Uta Bresan 1989 in Sendungen wie Feuerabend und Sprungbrett und erhielt zu dieser Zeit bereits Auszeichnungen wie den Silbernen Bong und den Publikumspreis beim Internationalen Schlagerfestival 1990 in Moskau. Es folgten Auftritte in Fernsehshows der öffentlich-rechtlichen Kanäle wie Lustige Musikanten, ZDF-Hitparade, Musikantenscheune und ZDF-Fernsehgarten.
1993 engagierte der MDR Uta Bresan für die Tiervermittlungssendung Tierisch tierisch. Diese Sendung war von Beginn an im Einzugsgebiet recht erfolgreich und wird bis heute von der Dresdnerin moderiert. Ab Januar 2004 moderierte sie 20 Jahre die Musik-Wunschsendung Musik für Sie im MDR-Fernsehen.
Im März und April 2009 war Uta Bresan in der Sendung 10 Jahre jünger als Moderatorin auch für den Sender RTL tätig.
Uta Bresan lebt in Dresden-Bühlau, ist seit 2001 mit einem Urologen verheiratet und hat mit ihm eine Tochter (* 2003) und einen Sohn (* 2007).

## Diskografie

### Alben
- 04/1996: Ich wünsch’ mir mehr …
- 05/1999: Zum Horizont und noch weiter
- 10/2000: Unbeschreiblich weiblich
- 06/2002: Ein Teil von mir
- 03/2003: Herzgedanken
- 03/2006: Himmlische Augenblicke
- 10/2007: Feuer im Vulkan
- 03/2008: Solange du willst
- 02/2009: Nur die Hits
- 10/2009: Mein Weihnachten
- 06/2012: Ein gutes Gefühl
- 06/2023:  Liebe ist die beste Idee

### Singles
- 01/1993: Ich wünsch’ mir mehr als die Nacht
- 05/1993: Super Sommer
- 01/1994: Liebe aus der Ferne
- 10/1994: Nur, weil ich mich mag (nur Promo)
- 01/1996: Tausend und eine Nacht vorbei
- 03/1997: Mitten ins Herz
- 08/1997: Sehnsucht kannst du nicht verbieten
- 06/1998: Feuer im Vulkan
- 12/1998: Lass mich noch einmal träumen
- 05/1999: Ich will nach Hause zu dir
- 11/1999: Ich leb auch ohne dich ganz gut
- 04/2000: Ich hab den Sommer bestellt
- 10/2000: Liebe ist wie ein Wunder
- 03/2001: Balsam auf meiner Seele
- 09/2001: Hilf mir an deiner Seite zu geh’n
- 04/2002: Kneif mich mal
- 03/2003: Du bist der Frühling meines Lebens (nur Promo)
- 08/2003: Aus Liebe geboren (nur Promo)
- 12/2003: Wenn du mich berührst (nur Promo)
- 04/2004: Viva la Vida el Amor (nur Promo)
- 09/2004: Gab es uns nur einen Sommer lang (nur Promo)
- 06/2005: Sommergefühl
- 10/2005: Was man über sie erzählt
- 02/2006: Komm doch mal vorbei!
- 03/2006: Irgendwann ist alles doch vorüber
- 06/2006: Schenk mir diesen Sommer
- 10/2006: Wir brauchen Zeit, um zu träumen
- 03/2007: Der Himmel schweigt
- 07/2007: Komm, lass uns tanzen (nur Promo)
- 11/2007: Sie spielen unser Lied (nur Promo)
- 03/2008: Wir seh'n uns wieder (nur Promo)
- 10/2008: Will nur mal deine Stimme hören (nur Promo)
- 02/2009: Du bist nicht allein (nur Promo)
- 06/2009: Ab in den Süden (Der Sommer beginnt) (nur Promo)
- 11/2009: Ich möchte keinen Tag vermissen (nur Promo)
- 11/2009: Wir fliegen mit dem Weihnachtsmann (nur Promo)
- 04/2010: Es hat alles seine Zeit (nur Promo)
- 10/2010: Kannst du mir verzeihn (nur Promo)
- 03/2011: Liebe macht süchtig (nur Promo)
- 05/2011: Ich hab’ das Gefühl, der Sommer fängt an (nur Promo)
- 10/2011: Einsamer Wolf (nur Promo)
- 03/2012: Zum Teufel nochmal (nur Promo)
- 06/2012: Ich leb für dich in ihrem Schatten (nur Promo)
- 10/2012: Wen würde ich lieben (nur Promo)
- 01/2013: Wort für Wort (nur Promo)
- 06/2016: Wellenspiel
- 05/2017: Kopf oder Zahl
- 04/2018: Was wäre wenn
- 02/2019: Lass uns Freiheit spürn
- 10/2020: Spann deine Flügel weit

## Moderationen (Auswahl)
- Seit 1994: Tierisch tierisch
- 1995: Cordalis-Saga – Spezial über die Familie Cordalis (MDR)
- 1996: Mal sehen, was uns blüht – Gala zur Landesgartenschau in Sachsen (MDR)
- 1997: Harzer Frühling – Musikalische Reise durch den Harz (MDR)
- 1998: Urlaub vom Alltag – Musikalische Reise nach Gran Canaria (MDR)
- 1998: Schlagerreise Kanada – Musikalische Reise nach Kanada (MDR)
- 1999: Eröffnungsgala der Bundesgartenschau in Magdeburg (ARD)
- 1999: Ein Herz für Tiere – Gala (MDR)
- 1999–2001: ZDF Sonntagskonzert (ZDF)
- 2000: Eröffnungsgala der Stadthalle Zwickau (MDR)
- 2001: Traumschiff-Melodien (ZDF)
- 2002: Die Hoffnung stirbt zuletzt – Benefizgala zugunsten der Opfer der sogenannten Jahrhundertflut (ARD)
- 2003: Show zum 75. Geburtstag von Gotthilf Fischer (SWR)
- 2003–2004: Festival der Sieger (ARD) – vier Ausgaben
- 2003: Auf ein Lied – Uta Bresans MDR Schlagershow (MDR) – drei Ausgaben
- 2004–2024: Musik für Sie – Fernsehwunschkonzert des MDR, ab 2021 zusammen mit Peter Heller
- 2008: Jetzt geht’s erst richtig los! – Sendung zum 60. Geburtstag von Uwe Jensen (MDR)
- 2008: Mein Dresden lob´ ich mir (MDR)
- 2008: Spaß ist für alle da!:  Silvestershow (MDR)
- 2009: 10 Jahre jünger (RTL)
- 2009: Der große Abend der Tier- und Pflanzengeheimnisse (MDR)
- 2009: Die Show im Zoo (MDR)
- 2010: Gartenträume (MDR)
- 2012: Auf kurzem Weg ins Grüne (MDR)
- 2015–2018: So schön ist Deutschland (MDR)